# 中德通商条约
《中德通商条约》（德语：die Handels-, Freundschafts- und Schifffahrtsverträge mit China），1861年3月普鲁士派出以艾林波伯爵为团长的东亚外交特使团代表德意志關稅同盟的22个邦国的利益，抵达上海，联络五口通商大臣薛焕，要求与清政府按照中英中法《天津条约》签订通商条约。薛焕拖延敷衍，艾林波失去耐心，直接北上天津，找三口通商大臣崇厚。清政府闻讯，命总理各国事务大臣崇纶充全权大臣，赴天津会崇厚酌办。咸丰十一年七月二十八日（1861年9月2日），崇纶、崇厚与艾林波签订《中德通商条约》，共42款。正本原存於中華民國外交部，現典藏於臺北外雙溪國立故宮博物院。